# Società Sportiva Fiamma Monza 1982
Questa voce raccoglie le informazioni riguardanti la Società Sportiva Fiamma Monza nelle competizioni ufficiali della stagione 1982.

## Organigramma societario
Area direttiva
- Vice presidente: Fabrizio Levati
- Consigliere: Emanuele Ceraso
- Preparatore atletico: Arnaldo Gabbatore
- Massaggiatore: Franco Villa

## Rosa
Rosa aggiornata alla fine della stagione.
| N. |                   | Ruolo | Calciatrice        |
| -- | ----------------- | ----- | ------------------ |
|    | Italia (bandiera) | A     | Cinzia Agliardi    |
|    | Italia (bandiera) | D     | Rossana Beretta    |
|    | Italia (bandiera) | A     | Eleonora Brambilla |
|    | Italia (bandiera) | D     | Anna Caccia        |
|    | Italia (bandiera) | P     | Rossana Cassani    |
|    | Italia (bandiera) | D     | Elena Castellani   |
|    | Italia (bandiera) | C     | Ileana Colzani     |
|    | Italia (bandiera) | C     | Anna Maria Gentile |
|    | Italia (bandiera) | C     | Emanuela Marchioni |
|    | Italia (bandiera) | A     | Joanna Mazzotti    |
|    | Scozia (bandiera) | C     | Anne McCallum      |

| N. |                   | Ruolo | Calciatrice          |
| -- | ----------------- | ----- | -------------------- |
|    | Italia (bandiera) | C     | Silvia Meulia        |
|    | Italia (bandiera) | C     | Angela Moccia        |
|    | Italia (bandiera) | A     | Antonella Moretti    |
|    | Italia (bandiera) | D     | Adonella Moscatelli  |
|    | Italia (bandiera) | D     | Paola Oggioni        |
|    | Italia (bandiera) | P     | Daniela Peritore     |
|    | Italia (bandiera) | D     | Sabrina Quinzi       |
|    | Italia (bandiera) | A     | Gabriella Rotelletti |
|    | Italia (bandiera) | C     | Wanda Silva          |
|    | Italia (bandiera) | D     | Isabella Solia       |
| 9  | Scozia (bandiera) | A     | Mary Strain          |